# America West Airlines
America West Airlines – amerykańskie linie lotnicze wchodzące w skład US Airways z siedzibą w Tempe, w stanie Arizona. Obsługują połączenia krajowe, do Kanady, Meksyku oraz od Kostaryki. Głównym hubem jest port lotniczy Phoenix-Sky Harbor.